# 象岛石窟
象岛石窟位于印度孟买附近海面的象岛上。1987年被联合国教科文组织列为世界遗产。

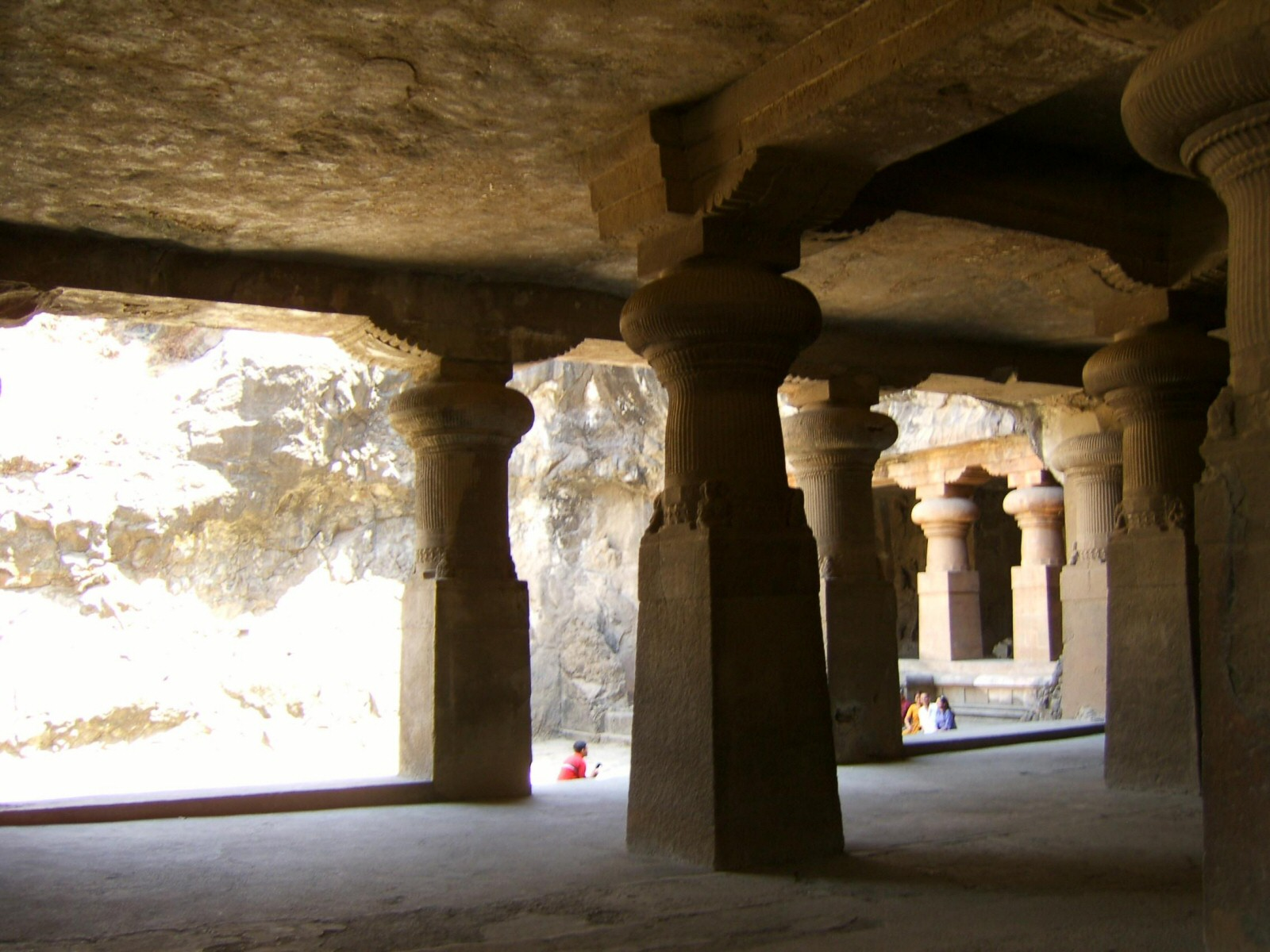
連接一號石窟的曼達帕（英语：Mandapa）
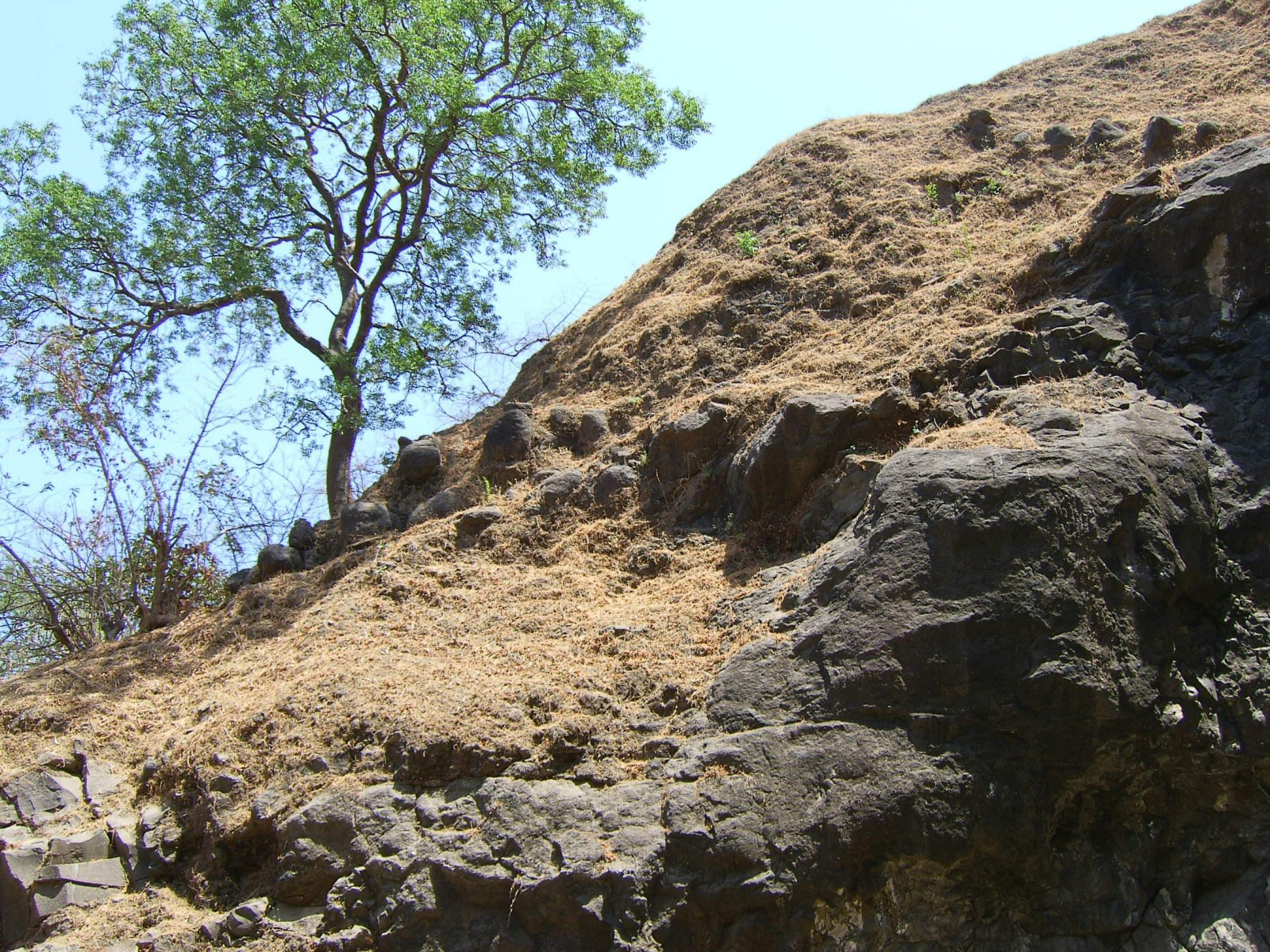
石窟外圍
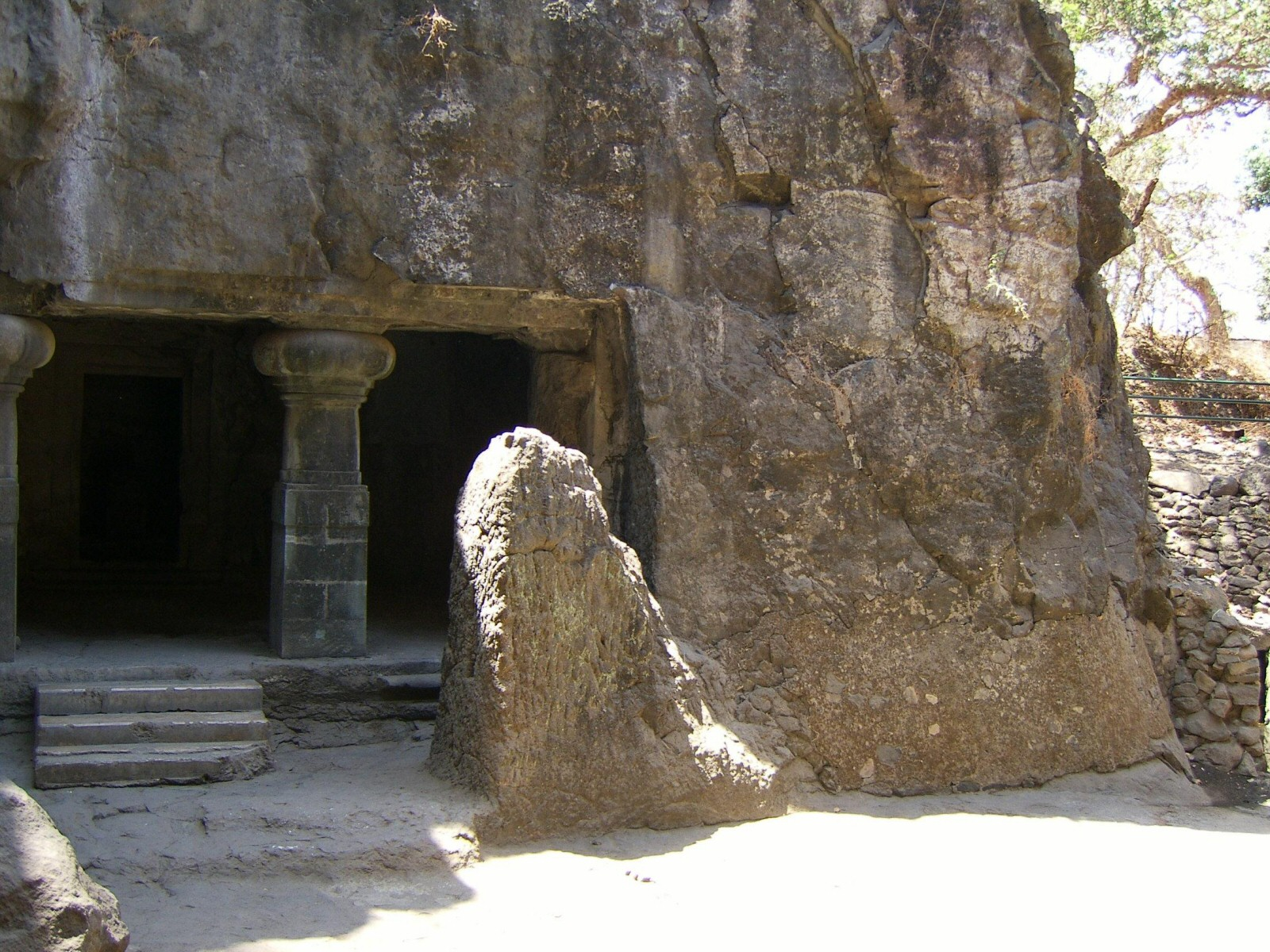
石窟側門
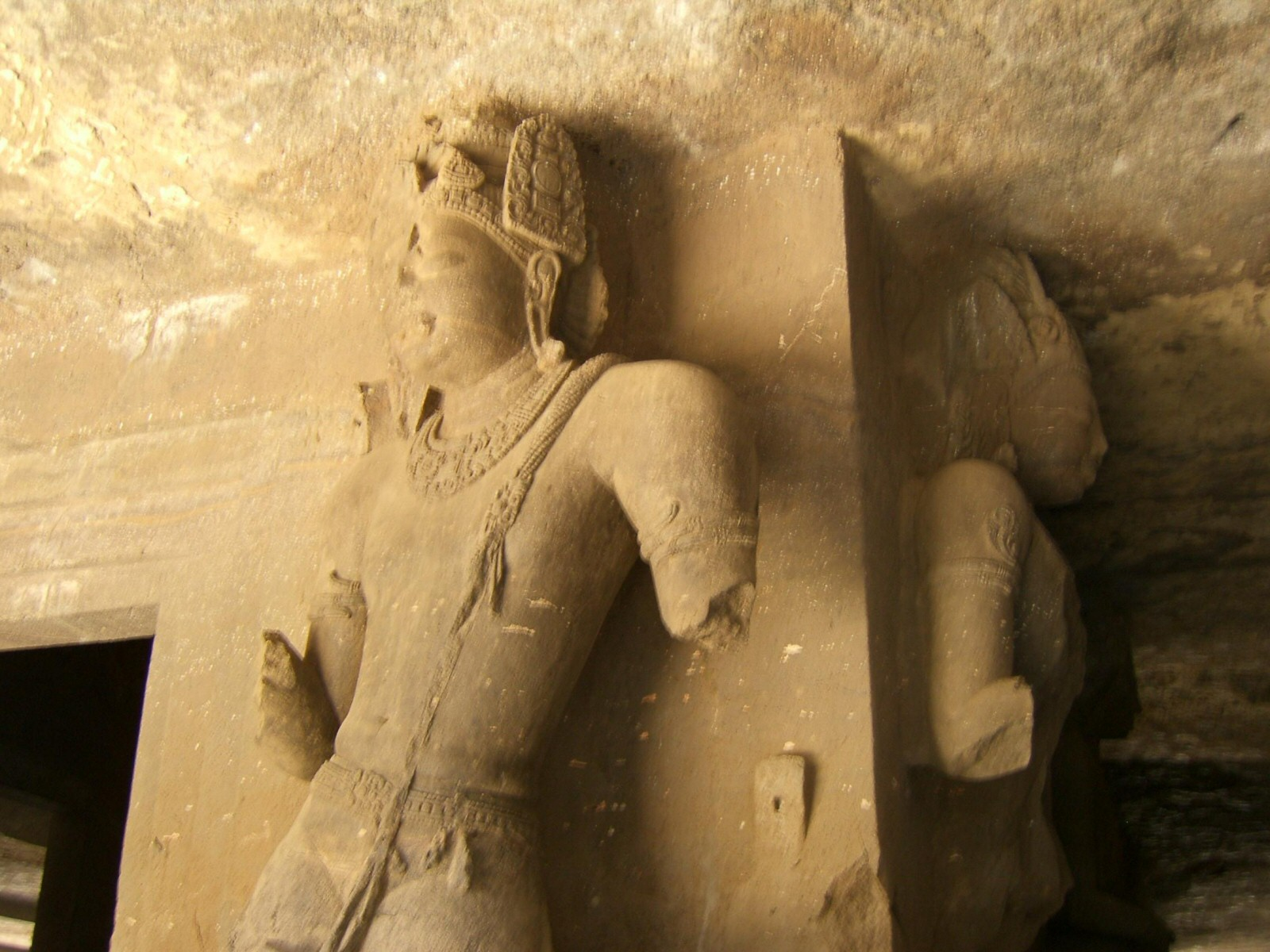
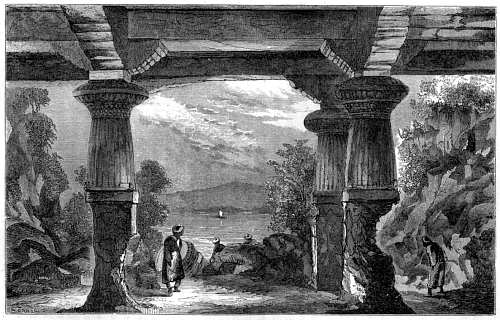
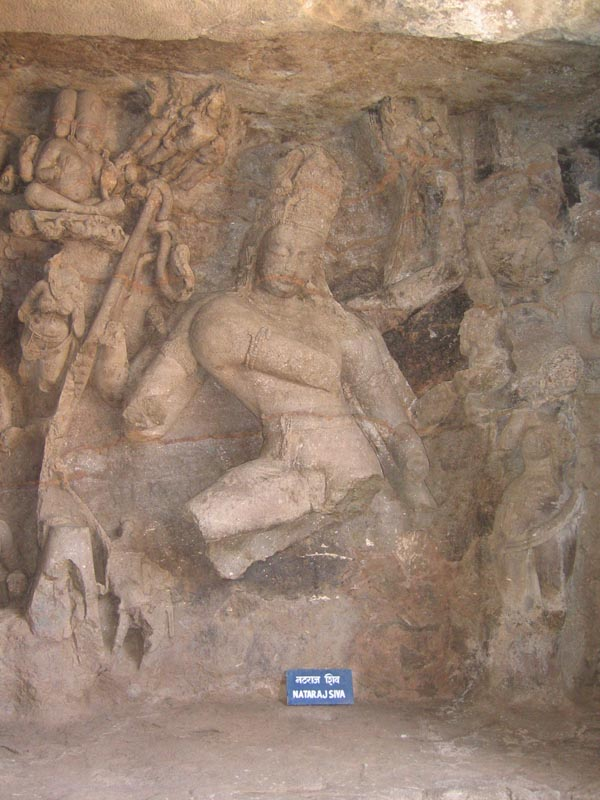